# Megachile steinbachi
Megachile steinbachi är en biart som beskrevs av Heinrich Friese 1906. Megachile steinbachi ingår i släktet tapetserarbin, och familjen buksamlarbin. Inga underarter finns listade i Catalogue of Life.